# 国歌 (演员)
国歌（1981年8月2日—），又名国丽娜，女，中国演员，中国电影金鸡奖最佳女配角得主。代表作为电影《惊沙》。

## 生平
2002年毕业于北京电影学院。2011年凭借电影《惊沙》中的“桂芳”一角获第28届中国电影金鸡奖最佳女配角。